# Identità vettoriali
Qui di seguito verranno presentate alcune identità vettoriali, cioè delle uguaglianze riguardanti campi vettoriali e campi scalari che risultano verificate indipendentemente dalle variabili scelte.
Queste relazioni risultano utili nei problemi di calcolo vettoriale, ad esempio nella derivazione delle onde elettromagnetiche a partire dalle equazioni di Maxwell.
Nel testo indicheremo con f, g i campi scalari e con A, B, C i campi vettoriali.

## Identità vettoriali generiche

### Triplo prodotto
{\displaystyle \mathbf {A} \times (\mathbf {B} \times \mathbf {C} )=\mathbf {B} (\mathbf {A} \cdot \mathbf {C} )-\mathbf {C} (\mathbf {A} \cdot \mathbf {B} )}
{\displaystyle \mathbf {A} \cdot (\mathbf {B} \times \mathbf {C} )=\mathbf {B} \cdot (\mathbf {C} \times \mathbf {A} )=\mathbf {C} \cdot (\mathbf {A} \times \mathbf {B} )}
da cui si ha
{\displaystyle (\mathbf {A} \times \mathbf {B} )\cdot (\mathbf {C} \times \mathbf {D} )=(\mathbf {A} \cdot \mathbf {C} )(\mathbf {B} \cdot \mathbf {D} )-(\mathbf {A} \cdot \mathbf {D} )(\mathbf {B} \cdot \mathbf {C} )}
ed in particolare
{\displaystyle |\mathbf {A} \times \mathbf {B} |^{2}=|\mathbf {A} |^{2}|\mathbf {B} |^{2}-(\mathbf {A} \cdot \mathbf {B} )^{2}}

## Proprietà degli operatori vettoriali

### Proprietà distributiva
{\displaystyle \nabla (f+g)=\nabla f+\nabla g}
{\displaystyle \nabla \cdot (\mathbf {A} +\mathbf {B} )=\nabla \cdot \mathbf {A} +\nabla \cdot \mathbf {B} }
{\displaystyle \nabla \times (\mathbf {A} +\mathbf {B} )=\nabla \times \mathbf {A} +\nabla \times \mathbf {B} }

### Proprietà del prodotto scalare
{\displaystyle \nabla (\mathbf {A} \cdot \mathbf {B} )=(\mathbf {A} \cdot \nabla )\mathbf {B} +(\mathbf {B} \cdot \nabla )\mathbf {A} +\mathbf {A} \times (\nabla \times \mathbf {B} )+\mathbf {B} \times (\nabla \times \mathbf {A} )}

### Proprietà del prodotto vettoriale
{\displaystyle \nabla \cdot (\mathbf {A} \times \mathbf {B} )=\mathbf {B} \cdot \nabla \times \mathbf {A} -\mathbf {A} \cdot \nabla \times \mathbf {B} }
{\displaystyle \nabla \times (\mathbf {A} \times \mathbf {B} )=\mathbf {A} (\nabla \cdot \mathbf {B} )-\mathbf {B} (\nabla \cdot \mathbf {A} )+(\mathbf {B} \cdot \nabla )\mathbf {A} -(\mathbf {A} \cdot \nabla )\mathbf {B} }

### Prodotto tra scalari e vettori
{\displaystyle \nabla (fg)=f\nabla g+g\nabla f}
{\displaystyle \nabla \cdot (f\mathbf {A} )=\nabla f\cdot \mathbf {A} +f\nabla \cdot \mathbf {A} }
{\displaystyle \nabla \times (f\mathbf {A} )=\nabla f\times \mathbf {A} +f\nabla \times \mathbf {A} }

## Combinazione di operatori vettoriali

### Divergenza del gradiente
{\displaystyle \nabla \cdot \nabla f=\nabla ^{2}f=\sum _{i=1}^{n}{\frac {\partial ^{2}f}{\partial x_{i}^{2}}}.}
L'operatore {\displaystyle \nabla ^{2}} viene detto operatore di Laplace (o laplaciano) e viene anche indicato con {\displaystyle \Delta }.

### Rotore del gradiente
{\displaystyle \nabla \times \nabla f=0}

### Divergenza del rotore
{\displaystyle \nabla \cdot \nabla \times \mathbf {A} =0}

### Rotore del rotore
{\displaystyle \nabla \times \left(\mathbf {\nabla \times F} \right)=\mathbf {\nabla } (\mathbf {\nabla \cdot F} )-{\nabla }^{2}\mathbf {F} }
dove {\displaystyle {\nabla }^{2}} indica il laplaciano vettoriale.

### Altre identità
{\displaystyle {\frac {1}{2}}\nabla \mathbf {A} ^{2}=\mathbf {A} \times (\nabla \times \mathbf {A} )+(\mathbf {A} \cdot \nabla )\mathbf {A} }